# SC Austro Fiat Wien
Der SC Austro Fiat Wien war ein österreichischer Fußballverein aus dem Wiener Stadtteil Floridsdorf. Zu seiner erfolgreichsten Zeit nahm der Klub von 1938 bis 1940 zwei Saisonen lang an der höchsten österreichischen Liga teil, ehe er im Floridsdorfer AC aufging.

## Geschichte
Der SC Austro Fiat Wien wurde als Firmenmannschaft der Austro-Fiat-Werke in Floridsdorf ins Leben gerufen und vom erfahrenen früheren FAC-Manager Ziegler betreut. Im Juni 1935 ging der Klub sogleich eine Fusion mit den Zweitligisten Wiener Rasensportfreunden ein, die damit das eigentliche Standbein des späteren Erstligisten bildeten. Die Rasensportfreunde waren 1928 ins Leben gerufen worden und brachte unter anderem den späteren Austria-Star Viktor Spechtl hervor. 1932 stieg der Klub als Drittligameister in die zweitklassige II. Liga auf. Der Verein spielte nun bis zur Saison 1934/35, in der die Fusion erfolgte, drei Spielzeiten lang in der II. Liga und trug dabei die Heimspiele am Bewegung-XX-Platz in der Brigittenau aus.
Der neugeschaffene Klub Austro Fiat übernahm die Ligaposition sowie die Heimstätte und konnte unter dem Patronat des Autoherstellers bereits in der „Debüt“-Saison 1935/36 den Gewinn der II. Liga mit einem Punkt Vorsprung auf den 1. Simmeringer SC feiern. Das fällige Relegationsduell mit dem Post SV Wien verlor der Klub allerdings mit 0:1 und 1:2 am WAC-Platz im Prater. Austro Fiat ließ nicht locker, nach einem zweiten Platz hinter den Simmeringern 1936/37 konnte bereits 1937/38 erneut der Gewinn der zweiten Spielstufe, dieses Mal vor dem SPC Helfort Wien, gefeiert werden.
Die Annexion Österreichs im Jahr des Aufstieges durch das Deutsche Reich hatte auch Auswirkungen auf Austro Fiat. Der Verein durfte zwar in die höchste österreichische Liga aufsteigen, die nun Gauliga XVII hieß, musste aber den Namen Amateure Fiat annehmen, da die Bezeichnung „Austro“ unerwünscht war. Die „Amateure“ Fiat spielen mit einigen bekannten Spielern mit internationaler Erfahrung wie Franz Hribar, Franz Radakovics, Johann Ostermann und Josef Adelbrecht in der ersten Liga und konnte erfolgreich den Klassenerhalt 1938/39 schaffen, in der zweiten Saison 1939/40 musste man allerdings den Abstieg hinnehmen und so entschloss man sich, sich dem Aufsteiger und Nachbarn Floridsdorfer AC anzuschließen.

## Erfolge
- 2 × Erstligateilnahme: 1939–1940 (7. Platz 1939)
- 2 × Österreichischer Zweitligameister: 1936, 1938 (II. Liga)